# Les Ormes (Yonne)
Pour la commune de la Vienne, voir Les Ormes (Vienne). Pour les autres homonymes, voir Les Ormes.
Les Ormes sont une commune française située dans le département de l'Yonne, en région Bourgogne-Franche-Comté.

## Géographie
Situés à 140 km du sud-est de Paris, Les Ormes se trouvent à mi-chemin de Joigny  (22 km) et d'Auxerre (25 km).
Les 855 hectares de la commune sont principalement répartis sur les terrasses argileuses du Tertiaire des auréoles du Bassin parisien : le Sparnacien, caractéristique d'un sol pauvre, grossièrement détritique, est le domaine principal de la forêt (247 ha sur la commune) : d'où principalement la classification des terres en "Puisaye", très peu d'entre elles étant classées en "Gâtinais".
Ce plateau boisé, typique du paysage de Puisaye, domine deux affluents de l'Yonne : le Vrin et le Tholon, qui ont joué un rôle économique important dans le passé grâce au flottage des bois.

### Climat
Pour des articles plus généraux, voir Climat de la Bourgogne-Franche-Comté et Climat de l'Yonne.
En 2010, le climat de la commune est de type climat océanique dégradé des plaines du Centre et du Nord, selon une étude du Centre national de la recherche scientifique s'appuyant sur une série de données couvrant la période 1971-2000. En 2020, Météo-France publie une typologie des climats de la France métropolitaine dans laquelle la commune est exposée à un climat océanique altéré et est dans la région climatique  Centre et contreforts nord du Massif Central, caractérisée par un air sec en été et un bon ensoleillement. 
Pour la période 1971-2000, la température annuelle moyenne est de 11 °C, avec une amplitude thermique annuelle de 16,2 °C. Le cumul annuel moyen de précipitations est de 781 mm, avec 12 jours de précipitations en janvier et 7,7 jours en juillet. Pour la période 1991-2020, la température moyenne annuelle observée sur la station météorologique de Météo-France la plus proche, « Aillant », sur la commune de Montholon à 7 km à vol d'oiseau, est de 11,5 °C et le cumul annuel moyen de précipitations est de 727,4 mm. 
La température maximale relevée sur cette station est de 42,7 °C, atteinte le 24 juillet 2019 ; la température minimale est de −23,5 °C, atteinte le 25 février 1986,,. 
Les paramètres climatiques de la commune ont été estimés pour le milieu du siècle (2041-2070) selon différents scénarios d'émission de gaz à effet de serre à partir des nouvelles projections climatiques de référence DRIAS-2020. Ils sont consultables sur un site dédié publié par Météo-France en novembre 2022.

## Urbanisme

### Typologie
Au 1er janvier 2024, Les Ormes sont catégorisés commune rurale à habitat dispersé, selon la nouvelle grille communale de densité à sept niveaux définie par l'Insee en 2022.
Elle est située hors unité urbaine. Par ailleurs la commune fait partie de l'aire d'attraction d'Auxerre, dont elle est une commune de la couronne,. Cette aire, qui regroupe 104 communes, est catégorisée dans les aires de 50 000 à moins de 200 000 habitants,.

### Occupation des sols
L'occupation des sols de la commune, telle qu'elle ressort de la base de données européenne d’occupation biophysique des sols Corine Land Cover (CLC), est marquée par l'importance des territoires agricoles (71,3 % en 2018), une proportion sensiblement équivalente à celle de 1990 (71,9 %). La répartition détaillée en 2018 est la suivante : 
terres arables (62,3 %), forêts (25,2 %), prairies (5,8 %), zones urbanisées (3,5 %), zones agricoles hétérogènes (3,3 %). L'évolution de l’occupation des sols de la commune et de ses infrastructures peut être observée sur les différentes représentations cartographiques du territoire : la carte de Cassini (XVIIIe siècle), la carte d'état-major (1820-1866) et les cartes ou photos aériennes de l'IGN pour la période actuelle (1950 à aujourd'hui).

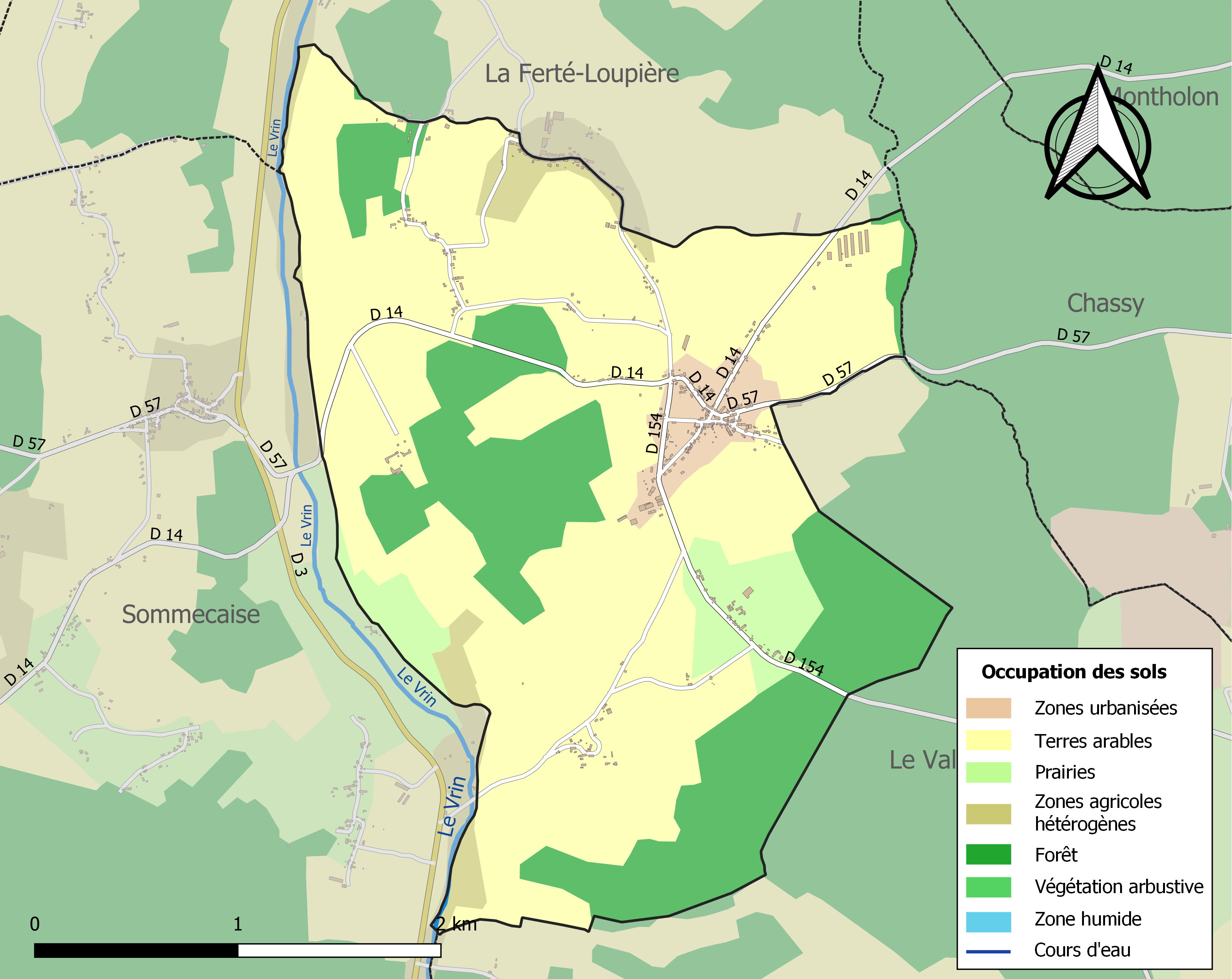
Carte des infrastructures et de l'occupation des sols de la commune en 2018 (CLC).

## Histoire
Le 1er octobre 1857, vers 17 heures, une météorite de faible poids (moins d'1 kilo, de type chondrite L 6) est tombée sur la commune.

## Héraldique
|  | Ecartelé, aux I et IV d'azur aux trois ormes d'argent issant d'une terrasse du même, au II d'or à trois tourteaux de gueules, au III d'argent à la fasce de gueules. |

Ce blason, choisi par la commune en 2011, est inspiré des armoiries des familles Courtenay (en II) et Béthune (en III) qui se sont alliées lors du mariage d'Anne de Courtenay et de Maximilien de Béthune en 1583.

## Politique et administration
| Période      | Période       | Identité          | Étiquette | Qualité |
| ------------ | ------------- | ----------------- | --------- | ------- |
| mars 1983    | mars 1989     | Gilberte Patard   |           |         |
| mars 1989    | décembre 1998 | Jean Guennec      |           |         |
| janvier 1999 | mars 2001     | Hervé Dulhoste    |           |         |
| mars 2001    | mars 2014     | Annie Vivier      | SE        |         |
| mars 2014    | mars 2020     | Claudine Ciezki   |           |         |
| mars 2020    | mars 2026     | Danielle Maillard |           |         |

## Démographie
L'évolution du nombre d'habitants est connue à travers les recensements de la population effectués dans la commune depuis 1793. Pour les communes de moins de 10 000 habitants, une enquête de recensement portant sur toute la population est réalisée tous les cinq ans, les populations de référence des années intermédiaires étant quant à elles estimées par interpolation ou extrapolation. Pour la commune, le premier recensement exhaustif entrant dans le cadre du nouveau dispositif a été réalisé en 2006.

En 2022, la commune comptait 284 habitants, en évolution de −15,73 % par rapport à 2016 (Yonne : −1,95 %, France hors Mayotte : +2,11 %).
| 1793 | 1800 | 1806 | 1821 | 1831 | 1836 | 1841 | 1846 | 1851 |
| ---- | ---- | ---- | ---- | ---- | ---- | ---- | ---- | ---- |
| 364  | 426  | 377  | 430  | 459  | 501  | 527  | 528  | 535  |

| 1856 | 1861 | 1866 | 1872 | 1876 | 1881 | 1886 | 1891 | 1896 |
| ---- | ---- | ---- | ---- | ---- | ---- | ---- | ---- | ---- |
| 511  | 523  | 558  | 565  | 539  | 541  | 521  | 513  | 476  |

| 1901 | 1906 | 1911 | 1921 | 1926 | 1931 | 1936 | 1946 | 1954 |
| ---- | ---- | ---- | ---- | ---- | ---- | ---- | ---- | ---- |
| 429  | 402  | 365  | 343  | 362  | 325  | 325  | 320  | 279  |

| 1962 | 1968 | 1975 | 1982 | 1990 | 1999 | 2006 | 2011 | 2016 |
| ---- | ---- | ---- | ---- | ---- | ---- | ---- | ---- | ---- |
| 239  | 217  | 222  | 211  | 205  | 218  | 256  | 296  | 337  |

| 2021 | 2022 | - | - | - | - | - | - | - |
| ---- | ---- | - | - | - | - | - | - | - |
| 310  | 284  | - | - | - | - | - | - | - |

## Lieux et monuments

### Église de la Nativité Notre-Dame
Datant des XVIe et XVIIe siècles, elle possède un plan elliptique à deux absides en cul-de-four, sans doute unique en France. Elle est inscrite à l'inventaire supplémentaire des Monuments historiques en mars 2015 « en raison de l'originalité de son plan à double abside, de la qualité de son décor intérieur, notamment le maître-autel maçonné et le banc de communion ».

### Statues polychromes de la Vierge
Une statue de la Vierge en bois du XVIe siècle et une de Saint Nicolas en pierre du XVIIe siècle sont inscrites comme objets à l'inventaire supplémentaire des Monuments historiques en 2014.

### Château de Bontin
Dans ce château classé comme monument historique, Sully se marie le 4 octobre 1583 et y réside jusqu'à la mort de son épouse, Anne de Courtenay.

## Environnement
La commune inclut la ZNIEFF des étangs, prairies et forêts du Gâtinais sud oriental,.  L'habitat particulièrement visé par cette ZNIEFF est fait d'eaux douces stagnantes ; les autres habitats inclus dans la zone sont des eaux courantes, des prairies humides et mégaphorbiaies, et des bois.

## Personnalités liées à la commune
- Maximilien de Béthune, futur duc de Sully, en épousant Anne de Courtenay, devint baron de Bontin et autres terres de l'actuelle commune des Ormes.
- Charles-Louis de Gislain de Bontin, homme politique né et mort sur la commune en 1767, père de Adrien.
- Adrien Joseph de Gislain de Bontin, homme politique né en 1804 sur la commune
- Pierre Monnoir, lanceur d'alerte connu pour avoir révélé au grand public l'affaire dite des disparues de l'Yonne, né dans la commune.

## Festivités
L'association l'Avenir des Ormes est très active :
- Juin : Omelette géante de 5 000 œufs, feu d'artifice et bal,
- Juillet : Vide-greniers,
- Août : concert des Estivales en Puisaye,
- Septembre : Oktoberfest des Ormes (fête de la bière).

## Pour approfondir